# منوچهر همایون‌پور
منوچهر همایون‌پور (زاده ۱۱ خرداد ۱۳۰۳ – درگذشته ۷ فروردین ۱۳۸۵) از ترانه‌خوانان ایرانی بود. وی متولد بروجرد بود.
ترانه در کنج دلم عشق کسی خانه ندارد با شعری از حسین پژمان بختیاری از آثار اوست.

## زندگی‌نامه
او در سال ۱۳۰۳ خورشیدی در بروجرد متولد شد و در سنین نوجوانی به تهران آمد و ضمن اشتغال در ادارات دولتی، خوانندگی را به عنوان کاری ذوقی و هنری انتخاب کرد و ادامه داد. همایون پور ضمن بهره‌گیری از شیوه آوازی چهره‌های نامی موسیقی آوازی ایران چون ادیب خوانساری و تاج اصفهانی، نزد کسانی چون ابوالحسن صبا و حسین یاحقی و غلامحسین بنان نیز آموزش دید؛ این همنشینی‌ها تا به جایی پیش رفت که حسین یاحقی، یکی از مشهورترین آثار خود را که «جوانی» نام داشت و در مایه افشاری ساخته شده بود، به همایون پور جوان داد تا آن را اجرا کند. این تصنیف در سال ۱۳۲۷ توسط همایون پور خوانده و به‌طور مستقیم از رادیو پخش شد.
همکاری او با حسین یاحقی و خواهرزاده شهیر او پرویز یاحقی تا اواخر دهه ۳۰ شمسی نیز ادامه یافت که منجر به خلق آثاری به یاد ماندنی در موسیقی ایران شد؛ «نوای چوپان»، «در کنج دلم» و چند تصنیف دیگر حاصل این همکاری مشترک بود.
بعدها این تصانیف از سوی برخی از خوانندگان بازخوانی شد. عمده آثار همایونپور در سال‌های قبل از ۱۳۳۲ خوانده شد که به دلیل نبود امکانات ضبط اثری از آنها باقی نمانده‌است. یکی دو اثر باقی‌مانده وی نیز چند سال قبل از سوی انتشارات ماهور در مجموعه‌ای منتشر شد که اعتراض همایون پور را نیز به دنبال داشت. از قرار مجموعه‌ای از خاطرات این چهره موسیقی آوازی نیز تدوین شده‌است که هنوز از انتشار آن خبری نیست
متأسفانه اکثر آثار قابل اعتنای این ردیف دان و آوازخوان نامی در سال‌های انتهایی دهه ۲۰ و ابتدایی دهه ۳۰ از رادیو پخش شد که به دلیل نبود دستگاه ضبط از آنها اثری به جا نمانده‌است.
همایونپور بر ادبیات فارسی نیز مسلط بود و از چهره‌های ثابت محافل معروف ادبی، به خصوص ادبیات و شعر کهن به‌شمار می‌رفت که نمود بیرونی آن را می‌توان در تسلط بی‌چون‌وچرای وی بر شعر، در آثار آوازی اش مشاهده کرد.
همایون‌پور صبح دوشنبه ۷ فروردین در بیمارستان مهراد درگذشت. پیکر «منوچهر همایونپور» ساعت ۹ صبح سه شنبه ۸ فروردین، از مقابل بیمارستان مهراد به سمت قطعه هنرمندان بهشت زهرا تشییع شد.